# Фрунзе (Первомайский район)
Фру́нзе (укр. Фрунзе, крымскотат. Frunze, Фрунзе) — село в Первомайском районе Республики Крым, входит в состав Гришинского сельского поселения (согласно административно-территориальному делению Украины — Гришинского сельского совета Автономной Республики Крым).

## Население
| 2001 | 2014 |
| ---- | ---- |
| 557  | ↘492 |

Всеукраинская перепись 2001 года показала следующее распределение по носителям языка
| Язык             | Процент |
| ---------------- | ------- |
| русский          | 49.91   |
| украинский       | 25.67   |
| крымскотатарский | 20.47   |
| белорусский      | 1.08    |
| другие           | 0.18    |

### Динамика численности
- 1989 год — 625 чел.[9]
- 2001 год — 557 чел.[10]
- 2009 год — 515 чел.[11]
- 2014 год — 492 чел.[12]

## Современное состояние
На 2016 год во Фрунзе числится 5 улиц и 1 переулок; на 2009 год, по данным сельсовета, село занимало площадь 97,6 гектара, на которой в 200 дворах проживало 515 человек. Действуют сельский клуб, сельская библиотека-филиал № 23, отделение почты, фельдшерско-акушерский пункт

## География
Фрунзе — село в центре района, в степном Крыму, в 1,8 км восточнее автотрассы Н-05 Красноперекопск — Симферополь, высота центра села над уровнем моря — 53 м. Ближайшие населённые пункты — Гришино в 2 км на запад и Выпасное в 3,5 км на юго-восток. Расстояние до райцентра около 12 километров (по шоссе), ближайшая железнодорожная станция — Воинка (на линии Джанкой — Армянск) — примерно 34 километра. Транспортное сообщение осуществляется по региональной автодороге 35Н-386 от шоссе Красноперекопск — Симферополь (по украинской классификации — С-0-11001).

## История
Еврейский колхоз «Найвег» на переселенческом участке № 58 был образован, видимо, на рубеже 1930-х годов, в составе ещё Ишуньского района, поскольку впервые отмечены на карте по состоянию на 1931 год. Постановлением ВЦИК РСФСР от 30 октября 1930 года был создан Фрайдорфский еврейский национальный район (переименованный указом Президиума Верховного Совета РСФСР № 621/6 от 14 декабря 1944 года в Новосёловский) (по другим данным 15 сентября 1931 года) и селение включили в его состав. После разукрупнения районов в 1935-м году и образования также еврейского национального Лариндорфского (с 1944 — Первомайский), село переподчинили новому району. На километровой карте Генштаба Красной армии 1941 года, в которой за картооснову, в основном, были взяты топографические карты Крыма масштаба 1:84000 1920 года и 1:21000 1912 года, а названия и прочие исправления даны на июль 1941 года значится, ещё Найвег, а на двухкилометровке 1942 года уже фигурирует название Фрунзе.
Вскоре после начала отечественной войны часть еврейского населения Крыма была эвакуирована, из оставшихся под оккупацией большинство расстреляны. С 25 июня 1946 года Фрунзе в составе Крымской области РСФСР, а 26 апреля 1954 года Крымская область была передана из состава РСФСР в состав УССР. Время включения в Гришинский сельсовет пока не установлено: на 15 июня 1960 года село уже числилось в его составе. Указом Президиума Верховного Совета УССР «Об укрупнении сельских районов Крымской области», от 30 декабря 1962 года был упразднён Первомайский район и село присоединили к Красноперекопскому. 8 декабря 1966 года был восстановлен Первомайский район и село вернули в его состав. По данным переписи 1989 года в селе проживало 625 человек. С 12 февраля 1991 года село в восстановленной Крымской АССР, 26 февраля 1992 года переименованной в Автономную Республику Крым. С 21 марта 2014 года — аннексировано Россией.
12 мая 2016 года парламент Украины, не признающий российскую аннексию, принял постановление о переименовании села в Биюк-Бораш (укр. Біюк-Бораш), в соответствии с законами о декоммунизации, однако данное решение не вступает в силу до «возвращения Крыма под общую юрисдикцию Украины».